# Хэ Цзосю
Хэ Цзосю (кит. 何祚庥, род. 1927, Шанхай) — китайский физик, специалист по квантовой физике. Академик Академии наук КНР.

## Научная деятельность
В 1945 поступил в Шанхайский университет транспорта, откуда перевёлся в Университет Цинхуа, который окончил в 1951. После окончания университета работал в Отделе пропаганды КПК с 1951 по 1956 годы. Впоследствии работал в Академии наук Китая, в подразделении атомной энергетики. Автор ряда работ по квантовой механике, философии и экономике.

## Общественная деятельность
Широко известен как активный борец со «сверхъестественным» и «лженаукой», наряду с Сыма Нанем, критик традиционной китайской медицины, а также известный критики движения Фалуньгун и сторонник его запрета в Китае. Выступал с критикой архитектора Лян Сычэна и высказался в пользу разрушения старинных городских укреплений в Пекине.